# Pánuco (La Pitahaya)
Pánuco är en ort i Mexiko.   Den ligger i kommunen Pánuco och delstaten Veracruz, i den östra delen av landet, 300 km norr om huvudstaden Mexico City. Pánuco ligger 24 meter över havet och antalet invånare är 626.
Terrängen runt Pánuco är platt. Runt Pánuco är det glesbefolkat, med 11 invånare per kvadratkilometer. Närmaste större samhälle är Pánuco, 12,9 km norr om Pánuco. Trakten runt Pánuco består till största delen av jordbruksmark.